# Owen Aldis
Owen Aldis (1926-2001) fue un psicólogo del comportamiento. Nació en una familia distinguida de Chicago. Su padre era uno de los responsables de fideicomisos de la Universidad de Chicago y dirigía una empresa de administración de bienes raíces, su madre era escritora de poesía infantil y su abuelo materno era editor del Chicago Tribune. Aldis enseñó economía en la Universidad de Yale y trabajó en inversiones en Nueva York. Pero en la década de 1950 se mudó al oeste del Área de la Bahía de San Francisco y comenzó a desarrollar su interés académico en la psicología del comportamiento. Es más conocido por su  publicación de 1971 Play Fighting, que es un clásico etológico que examina el juego en humanos y animales. El estudio se basó en extensos estudios de observación: 1500 horas de observación de campo en humanos, 700 horas de observación de animales en cuatro zoológicos de California y más de veinte horas de filmación de humanos y varios animales.
Aldis fue miembro destacado  de la Sociedad Internacional de Etología Humana .

## Publicaciones seleccionadas
- Aldis, Owen (1975) Play Fighting, Academic Press, Nueva York,ISBN 0-12-049450-7
- Aldis, Owen (1961) Og Pigeons and Men. Harvard Business Review, 39(4), 59-63.